# Kailash Éditions
Kailash Éditions est une maison d'édition franco-indienne indépendante spécialisée sur l'Asie, fondée en 1991 par Elisabeth De Condappa. Elle est basée à Paris et à Pondichéry (Inde du Sud). Le fonds est composé d'écrivains-voyageurs d'hier et d'aujourd'hui, de spécialistes de l'Asie et de romanciers français et asiatiques.
Neuf collections réunissent des textes inédits ou épuisés, selon des critères de genre, de spécificité et de langue d'origine. Leurs couvertures très colorées, sérigraphiées à la main, sont faites de papier naturel ou recyclé. Camille Besse illustre de ses dessins originaux ces couvertures sérigraphiées. Les Éditions Kailash sont diffusées en France et en Asie. Elles tirent leur nom du Kailash, une montagne sacrée du Tibet.
Le 7 mai 2013 Elizabeth De Condappa organise la dissolution de la société.
Kailash Éditions sont désormais diffusées par la société Kama Asie des livres, des arts et voyages.

## Auteurs publiés
- Ian A.
- Jean Ajalbert
- Paul Alpérine
- Anton Aropp
- Corinne Atlan
- Claude Aveline
- Ludovic de Beauvoir
- Pierre Benoit
- Gilles Bertin
- Pierre Billotey
- Jules Boissière
- Pierre Boussel
- Janine Brégeon
- Guillaume Bridet
- Jehan Cendrieux
- Henri Copin
- Francis de Croisset
- Raffaela Cucciniello
- Henry Daguerches
- Alain Daniélou
- Kamala Das
- Georgette David
- Claude Delachet-Guillon
- Georges Delamare
- Guy Deleury
- Marc Delpho
- Gayatri Devi
- Hugues Didier
- Amphay Doré
- Bernard Dorléans
- Renée Dunan
- Jacques Dupuis
- Jean-François Durand
- Loup Durand
- Leo Eckmann
- Jean d'Esme
- Hee-Kyung Eun
- Claude Farrère
- Denis Fauvel
- Louis Frédéric
- Judith Gautier
- Madeleine Giteau
- Bernard Grandjean
- George Groslier
- Gérard Groussin
- Danielle Guéret
- Victor Jacquemont
- Ekai Kawagushi
- Michel Larneuil
- Aimé-François Legendre
- Gustave Le Rouge
- Sylvain Lévi
- Pierre Loti
- Guy Lubeigt
- Maurice Magre
- Maurice Maindron
- Gill Marais
- Pascale Maret
- Frédéric Marinacce
- Kamala Markandaya
- Rama Mehta
- Francis Miomandre
- Sarga Moussa
- Dominique Niollet
- Alain Olliveaux
- Marco Pallis
- Christian Petr
- Patrice Pierrot
- Thakazhi Pillai
- Jean Pinquié
- Guy Poitevin
- François Ponchaud
- Albert Pouvourville
- Amrita Pritam
- Eugène Pujarniscle
- Alain Quella-Villéger
- Muppaalla Ranganayakamma
- Satyajit Ray
- Jean Rocher
- Edmond Romazières
- Louis-Charles Royer
- Dany Savelli
- Yvonne Schultz
- Marie-Noëlle Seignolles
- Jean Sévry
- Dominique Sila-Khan
- Hélène Stahl
- Gaston Strarbach
- Ho Anh Thai
- Solange Thierry
- Fan Tong
- Giuseppe Tucci
- Roger Vailland
- Charles Varat
- Dominique Varma
- Vatsyayana
- Vercors
- Rose Vincent
- Sophie Vinoy
- Édouard de Warren
- Herbert Wild